# Icshon (Kangvon)
Icshon (hangul: 이천군, Icshon-kun, handzsa: 伊川郡, RR: Ich'ŏn-kun) megye Észak-Koreában, Kangvon (Kangwŏn) tartományban. Kogurjo (Koguryŏ) idején alapították. Mai nevét 1413-ban nyerte el. Első ízben 1895-ben emelték megyei rangra.

## Földrajza
Északról Phangjo (P'an'gyo), keletről Szepho (Sep'o) és Phjonggang (P'yŏnggang), délről Cshorvon (Ch'ŏrwŏn), nyugatról az Észak-Hvanghe (Hwanghae) tartománybeli Singje (Sin'gye) és Thoszan (T'osan) határolja.
Legmagasabb pontja a 808 méter magas Szokpong (석봉; 石峯, Sŏkpong).

## Közigazgatása
1 községből (up (ŭp)), 22 faluból (ri (ri)) áll:
| - Icshon-up (이천읍; 伊川邑, Ich'ŏn-ŭp) - Kecshon-ri (개천리; 開川里, Kaech'ŏn-ri) - Konszol-ri (건설리; 建設里, Kŏnsŏl-ri) - Rjongdzsong-ri (룡정리; 龍亭里, Ryongjŏng-ri) - Murung-ri (무릉리; 武陵里, Murŭng-ri) - Mundong-ri (문동리; 文童里, Mundong-ri) - Szacshong-ri (사청리; 射廳里, Sach'ŏng-ri) - Szandzsi-ri (산지리; 山旨里, Sanji-ri) - Szancsham-ri (산참리; 山站里, Sanch'am-ri) - Szangha-ri (상하리; 上下里, Sangha-ri) - Szongbuk-ri (성북리; 城北里, Sŏngbuk-ri) - Szongdzsong-ri (송정리; 松亭里, Songjŏng-ri) | - Sindang-ri (신당리; 新塘里, Sindang-ri) - Sinhung-ri (신흥리; 新興里, Sinhŭng-ri) - Simdong-ri (심동리; 深洞里, Simdong-ri) - Ohjon-ri (오현리; 筽峴里, Ohyŏn-ri) - Umi-ri (우미리; 友味里, Umi-ri) - Unhengdzsong-ri (은행정리; 銀杏亭里, Ŭnhaengjŏng-ri) - Csangdong-ri (장동리; 長洞里, Changdong-ri) - Csangdzse-ri (장재리; 長在里, Changjae-ri) - Cshuktong-ri (축동리; 軸洞里, Ch'uktong-ri) - Hakpong-ri (학봉리; 鶴峯里, Hakpong-ri) - Höszan-ri (회산리; 回山里, Hoesan-ri) |

## Gazdaság
Icshon (Ich'ŏn) megye gazdasága mezőgazdaságra, azon belül is zöldségtermesztésre, illetve gabonatermesztésre épül.

## Oktatás
Icshon (Ich'ŏn) megye egy mezőgazdasági főiskolának, számos középiskolának ad otthont.

## Egészségügy
A megye számos egészségügyi intézménnyel rendelkezik, köztük 1 megyei és kb. 20 helyi kórházzal.

## Közlekedés
A megye közutakon a szomszédos helységek felől közelíthető meg. A megye vasúti kapcsolattal rendelkezik, a Cshongnjon Icshon (Ch'ŏngnyŏn Ich'ŏn) vonal része.